# Дубно (округ Рімавска Собота)
Дубно (словац. Dubno, угор. Dobfenek) — село, громада в окрузі Рімавска Собота, Банськобистрицький край, Словаччина. Кадастрова площа громади — 3,61 км². Населення — 167 осіб (за оцінкою на 31 грудня 2017 р.).

## Історія
Перша згадка 1427 року як Dobfenek. Історичні назви: Dubenec (1920), з 1948-го Dubno; угор. Dobfenék.
1828 року село мало 18 домогосподарств і 146 мешканців.
У 1938—1944 рр. у складі Угорщини.
JRD (об'єднаний фермерський кооператив) засновано 1957 року.

## Населення
| Рік:            | 1994. | 2004.    | 2014.    | 2024.    |
| --------------- | ----- | -------- | -------- | -------- |
| Кількість осіб: | 164   | 138      | 170      | 140      |
| Різниця:        |       | -15,85 % | +23,18 % | -17,64 % |

| Рік:            | 2023. | 2024.   |
| --------------- | ----- | ------- |
| Кількість осіб: | 148   | 140     |
| Різниця:        |       | -5,40 % |